# La corsa di Virginia
La corsa di Virginia (Virginia's Run) è un film del 2002 diretto da Peter Markle.

## Trama
Virginia Lofton vive con il padre pescatore, Ford Lofton, in una cittadina del Massachusetts. Orfana di madre, morta per un incidente con il cavallo, ha una vita difficile rotta solo dalla sua passione proprio per i cavalli. Nonostante l'opposizione del padre alla sua passione, questi cerca comunque venirle incontro, ma anche di evitarle pericoli connessi ad esempio alle corse, per cui le trova un lavoro tranquillo in una scuderia. Tuttavia la passione di Virginia è talmente forte che ottiene di partecipare ad una gara campestre di cavalli. Nonostante i sotterfugi del peggiore rivale, Derrow Raines, riesce comunque a vincere.

## Riprese
Nonostante il film sia ambientato in una cittadina del Massachusetts, il film è stato girato in Canada a Shelburne in Nuova Scozia.